# Nordbahn Eisenbahngesellschaft
Die NBE Nordbahn Eisenbahngesellschaft mbh & Co. KG, Eigenschreibweise nordbahn, ist ein Eisenbahnverkehrsunternehmen mit Sitz in Hamburg. Die NBE wurde im Februar 2002 als ein Tochterunternehmen der BeNEX GmbH und der AKN Eisenbahn GmbH gegründet. Es ist Mitglied im Tarifverband der Bundeseigenen und Nichtbundeseigenen Eisenbahnen in Deutschland (TBNE).

## Liniennetz
Die Gesellschaft befährt aktuell neun Linien in Schleswig-Holstein.
Im Dezember 2002 wurde der Verkehr auf der etwa 45 Kilometer langen Bahnstrecke Neumünster–Bad Oldesloe (RB 82) aufgenommen. Im September 2009 verteidigte die Nordbahn in einer Ausschreibung die Verkehre ihrer Bestandsstrecke und gewann zusätzlich den Verkehr auf der Relation Neumünster–Heide–Büsum (RB 63), der zuvor von der Muttergesellschaft AKN unter dem Markennamen Schleswig-Holstein-Bahn durchgeführt wurde. Beide Linien werden seit dem 11. Dezember 2011 für die Dauer von zunächst zehn Jahren betrieben. Diese Strecken werden planmäßig mit Fahrzeugen des Typs LINT 41 befahren. Die Fahrzeuge werden in den Werkstätten der AKN in Kaltenkirchen und Neumünster Süd gewartet.
Im April 2012 gewann die Nordbahn die Ausschreibung für den Betrieb des Netz Mitte Los B. Dieses umfasst die zwei Regionalbahnlinien von Itzehoe und Wrist nach Hamburg Hauptbahnhof bzw. Hamburg-Altona, sowie einzelne Regional-Express-Verstärker zwischen Itzehoe und Hamburg-Altona mit Beginn im Dezember 2014 für 13 Jahre.
Der Zuschlag für den weiteren Betrieb der Linien RB 63 und RB 82 im Zeitraum von 2023 bis 2035, das Los Mitte des Akku-Netzes, wurde im Februar 2021 an die Nordbahn erteilt. Dabei werden die Fahrzeuge vom Typ LINT durch vom Land bereitgestellte FLIRT-Akku-Triebwagen des Herstellers Stadler abgelöst. Im Dezember 2021 erhielt die Nordbahn außerdem den Zuschlag für das Los Nord. Dieses war ursprünglich an das Bahnunternehmen RDC vergeben worden, das Oberlandesgericht Schleswig (OLG) lehnte das aber aus formalen Gründen ab. DB Regio hatte das OLG angerufen.
Im Mai 2025 wird bekannt, dass die nordbahn sich im Vergabeverfahren um das Netz Süd-West (bisher Netz Mitte Los B) durchsetzen konnte und somit ihr Bestandsnetz verteidigt. Ab 26. Dezember 2027 sollen auf den Linien RB 61 von Hamburg nach Itzehoe, die, Elektrifizierung vorausgesetzt, eine optionale Verlängerung nach Heide beinhaltet sowie die RB71 von Hamburg nach Wrist, die nach Reaktivierung der Strecke eine optionale Verlängerung nach Kellinghusen beinhaltet, fabrikneue Fahrzeuge vom Typ Alstom Coradia Max verkehren. Darüber hinaus ist eine Linie RB77 von Kiel Hbf nach Neumünster Bestandteil des Netzes, die jedoch nur zur Kieler Woche verkehren soll. Die Vertragslaufzeit ist auf mindestens zwölf Jahre angesetzt.

## Übersicht Liniennetz

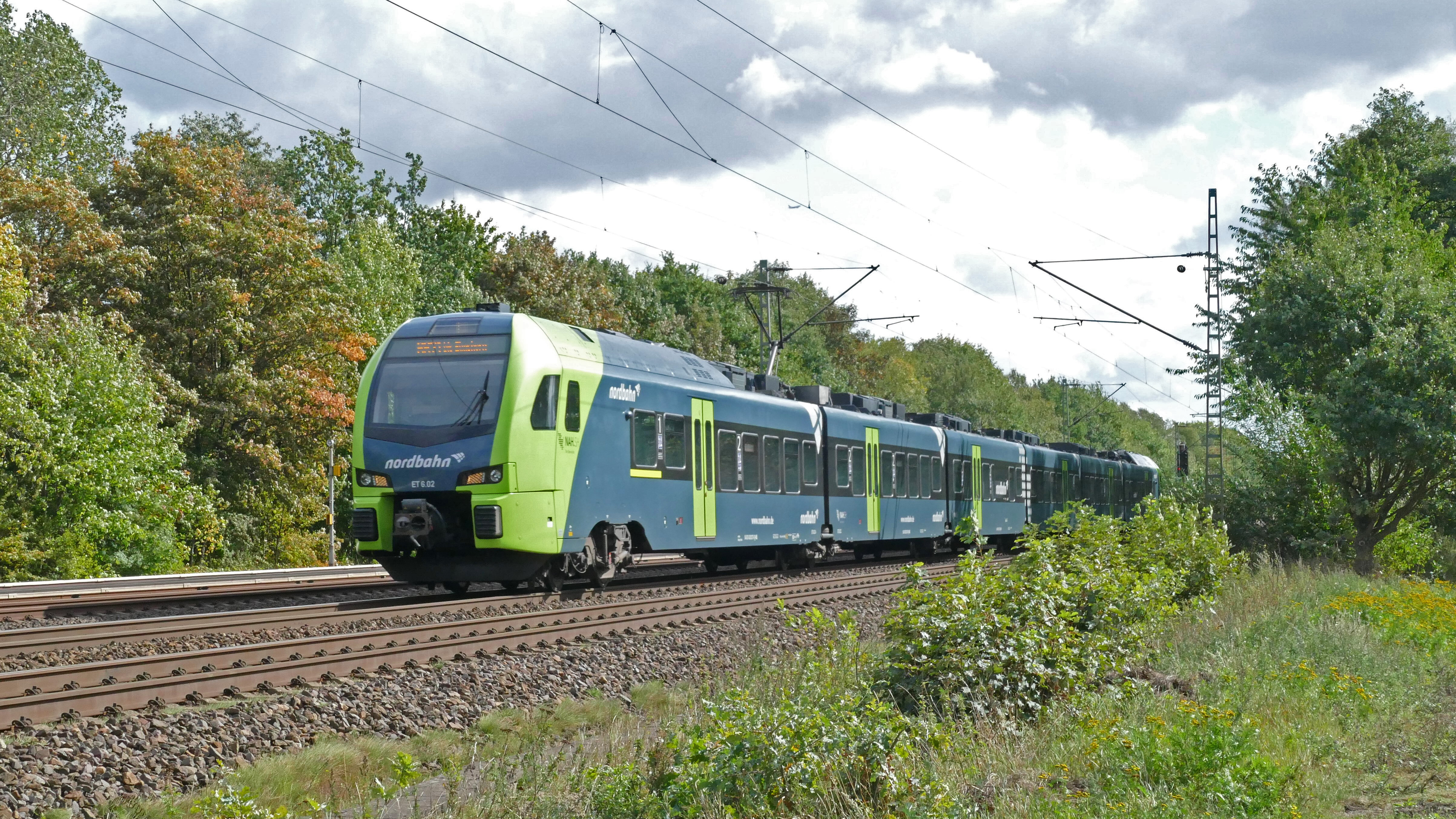
Ein FLIRT 3-Triebwagen der Nordbahn bei Krupunder

| Linie                                | Streckenverlauf                                                                        | Vertragslaufzeit                                      | Fahrzeuge im Regelbetrieb                           |
| ------------------------------------ | -------------------------------------------------------------------------------------- | ----------------------------------------------------- | --------------------------------------------------- |
| RE 6 (nur Einzelleistungen)          | Hamburg-Altona – Elmshorn – Itzehoe                                                    | 12/2014 – 12/2039                                     | Stadler FLIRT 3 / Alstom Coradia Max (ab vsl. 2027) |
| RB 61                                | Hamburg Hbf – Pinneberg – Elmshorn – Glückstadt – Krempe – Itzehoe                     | 12/2014 – 12/2039                                     | Stadler FLIRT 3 / Alstom Coradia Max (ab vsl. 2027) |
| RB 63                                | Neumünster – Hohenwestedt – Hademarschen – Heide – Büsum                               | 12/2023 – 12/2035                                     | Stadler FLIRT AKKU                                  |
| RB 64                                | Husum – Tönning – St. Peter Ording                                                     | 12/2023 – 12/2035                                     | Stadler FLIRT AKKU                                  |
| RB 71                                | Hamburg-Altona – Pinneberg – Elmshorn – Wrist (– Kellinghusen vsl. ab 2025)/ – Itzehoe | 12/2014 – 12/2039                                     | Stadler FLIRT 3 / Alstom Coradia Max (ab vsl. 2027) |
| RB 77 (nur während der Kieler Woche) | Kiel Hbf – Neumünster                                                                  | 12/2027 – 12/2039                                     | Alstom Coradia Max                                  |
| RE 72                                | Kiel Hbf – Gettorf – Eckernförde – Süderbrarup – Flensburg                             | 12/2023 – 12/2035                                     | Stadler FLIRT AKKU                                  |
| RB 73                                | Kiel Hbf – Kiel-Hassee CITTI-PARK – Gettorf – Eckernförde                              | 12/2023 – 12/2035                                     | Stadler FLIRT AKKU                                  |
| RE 74                                | Kiel Hbf – Felde – Rendsburg – Schleswig – Jübek – Husum                               | 12/2023 – 12/2035                                     | Stadler FLIRT AKKU                                  |
| RB 75                                | Kiel Hbf – Felde – Rendsburg (– Rendsburg-Seemühlen geplant)                           | 12/2023 – 12/2035                                     | Stadler FLIRT AKKU                                  |
| RB 82                                | Neumünster – Bad Segeberg – Bad Oldesloe                                               | 12/2002 – 12/2011 12/2011 – 12/2023 12/2023 – 12/2035 | Stadler FLIRT AKKU                                  |

## Fahrzeuge

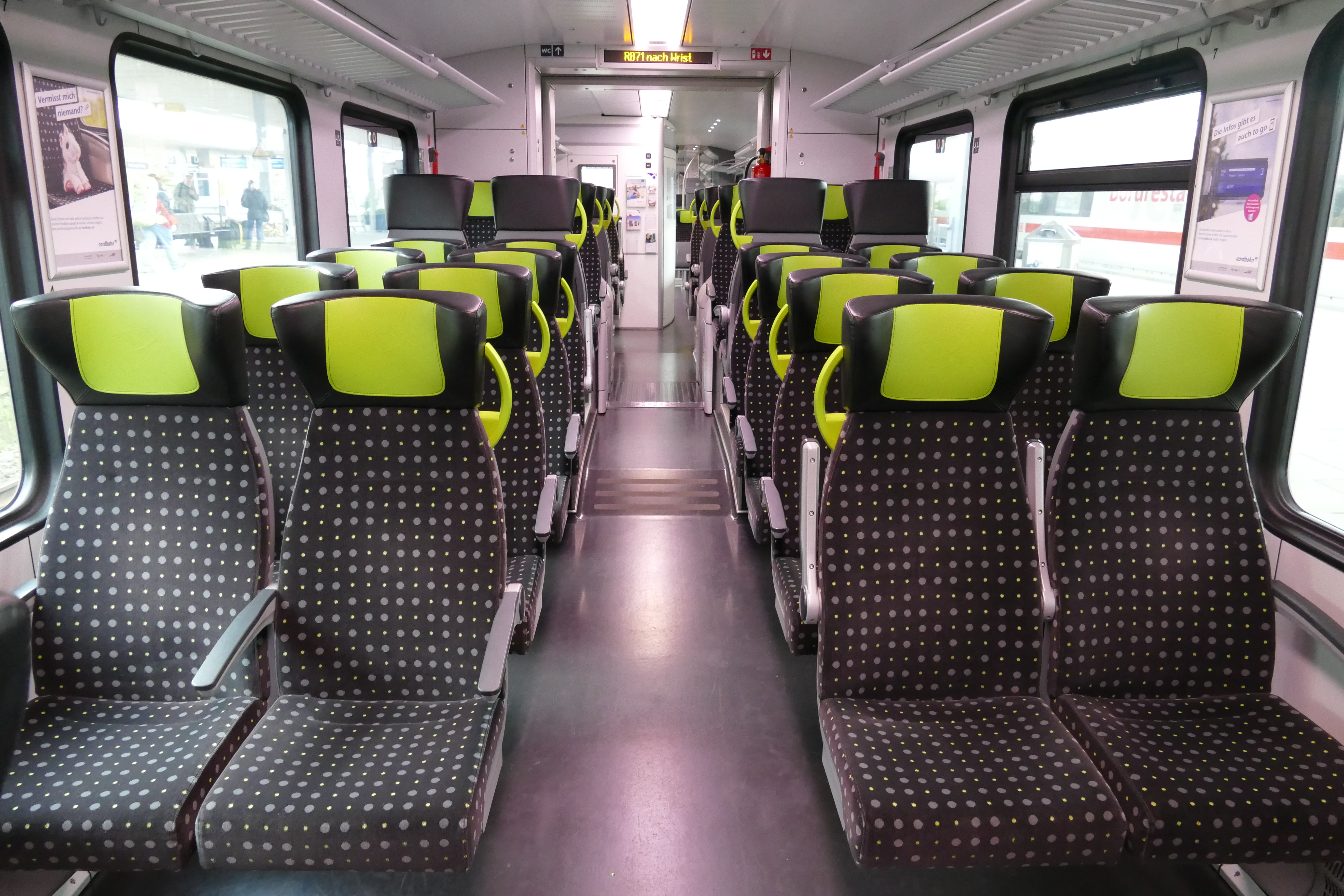
Innenraum eines FLIRT-Triebwagens der Nordbahn in der 2. Klasse

Die Nordbahn Eisenbahngesellschaft betrieb 7 Fahrzeuge vom Typ Alstom Coradia Lint 41 von der AKN, die auf den Strecken Büsum – Neumünster und Neumünster – Bad Oldesloe eingesetzt wurden. Diese wurden bei der AKN in Kaltenkirchen und in Neumünster Süd gewartet.
Die Fahrzeuge wurden mit Aufnahme des Betriebs der Stadler FLIRT AKKU Fahrzeuge an die AKN zurückgegeben.
Auf den Linien RB 61 und RB 71 (Netz Mitte Schleswig-Holstein, Los B) kommen neu beschaffte Elektrotriebwagen vom Typ Stadler FLIRT 3 zum Einsatz.
Es gibt acht sechsteilige Einheiten mit 320 Sitzplätzen und acht fünfteilige Einheiten mit bis zu 259 Sitzplätzen. Die Züge sind in der Betriebswerkstatt Hamburg-Tiefstack beheimatet und werden dort gewartet. Die Triebwagen haben einen sehr hohen Niederfluranteil, barrierefreie Zugänge mit Spaltüberbrückungen bzw. Schiebetritten an jeder Einstiegstür, sind komplett klimatisiert, verfügen über ein barrierefreies Vakuum-Toilettensystem, ein modernes Fahrgastinformationssystem sowie Steckdosen in der ersten Klasse. Die zugelassene Höchstgeschwindigkeit beträgt 160 Kilometer pro Stunde.
Seit 2024 verkehren auf den Linien RB 63, RB 64, RB 72, RB 73, RB 74, RB 75 und RB 82 Flirt-Akku-Triebwagen von Stadler Rail. Diese werden von der Firma Paribus geleast und sind im NAH.SH-Design lackiert. Sie haben eine Höchstgeschwindigkeit von 160 km/h und liegen auf Jakobsdrehgestellen. Die Züge sind 55,7 Meter lang (Version für Schleswig-Holstein) und besitzen pro Wagen je eine doppelflügelige Schiebeschwenktür pro Seite. Um Platz im Innenraum für Rollstühle, Fahrräder und Kinderwagen zu ermöglichen, wurden Klappsitze eingebaut. Zuvor wurden der Nordbahn übergangsweise Triebwagen vom Typ Alstom Coradia LINT der Deutschen Bahn zur Verfügung gestellt.
Ab Dezember 2027 kommen im Netz Süd-West (heute Netz Mitte, Los B) insgesamt 19 Fahrzeuge vom Typ Alstom Coradia Max zum Einsatz. Die fabrikneuen Züge haben eine Länge von 106 m und bestehen aus vier Wagen je Einheit, wobei die Endwagen doppelstöckig sind und die Mittelwagen einstöckig. Sie weisen jeweils insgesamt 390 Sitzplätze auf, was im Durchschnitt eine Kapazitätssteigerung um ca. 35 % gegenüber den bisher eingesetzten Stadler FLIRT3 darstellt.
Die neuen Fahrzeuge zeichnen sich aus durch ausklappbare Tische in allen Klassen, ein intelligentes Beleuchtungssystem für den Fahrgastraum, große Displays für Fahrgastinformation, ein Reservierungssystem und Auslastungsanzeigen, WLAN, verbesserter Mobilfunkempfang sowie Steckdosen an jedem Sitzplatz. Alle Einstiege sind an 76 cm hohen Bahnsteigen niveaufrei. Es gibt zwei Rollstuhlplätze und insgesamt 40 Sitzplätze mit größerem Abstand für Fahrgäste mit eingeschränkter Mobilität.

## Servicestelle
Die Nordbahn Eisenbahngesellschaft betreibt am Bahnhof Bad Segeberg und am Bahnhof Eckernförde ein NAH.SH-Kundenzentrum. Neben Beratung und Verkauf von Fahrkarten werden dort verschiedene Serviceleistungen angeboten.